# Valdo Carlström
Anton Valdo Carlström, född 5 oktober 1915 i Karlskrona, död 30 april 2003 i Olofström, var en svensk företagare och politiker (folkpartist). 
Valdo Carlström, som var son till en styckmästare, verkade vid AB Holje granitindustri 1939-1986, åren 1947-1984 som företagets verkställande direktör. Han var också ledamot i kommunalfullmäktige, senare kommunfullmäktige, i Olofström 1953-1982, åren 1967-1973 som förste vice ordförande och 1977-1982 som andre vice ordförande.
Han var riksdagsledamot för Blekinge läns valkrets 1971-1976. I riksdagen var han bland annat suppleant i inrikesutskottet 1971-1976. Han var främst engagerad i närings- och regionalpolitik.